# 孝纯皇太后
孝纯太后（1588年—1615年），刘氏，明光宗朱常洛淑女，崇禎帝朱由检生母。海州人，后籍宛平。

## 生平
最初，刘氏被皇室強徵入太子宫为淑女（一種低級妾媵）。万历三十八年十二月（1611年），生下朱由检，但後來失去了朱常洛的寵幸，遭到責罰而死，當時朱由检只有5歲。朱常洛怕父親明神宗知道會斥責，告誡宮人切勿談論此事，將劉淑女草草葬到西山。
劉淑女所生的朱由检长大後，異母兄朱由校即位，朱由检封信王，刘氏追封为贤妃。朱由检居於勗勤宮，问近侍：“西山有申懿王的墳墓嗎？”近侍回答：“有。”又問：“一傍有我的母親刘娘娘的墳墓嗎？”近侍說：“有。”於是朱由检暗中給予近侍銀錢，託其祭奠清掃母親劉淑女之墳。
朱由检即位为帝後，為母親上谥為孝純恭懿淑穆莊靜毗天毓聖皇太后，迁葬庆陵，并大力尊封了自己的外祖母一家。朱由檢曾尋求母親遺像而未得。傅懿妃當年也曾是朱常洛的姬妾，與劉氏同為淑女，比宫而居，自称熟悉太后，找尋宮中與已故的劉氏相貌相似者，命劉氏的母親瀛国太夫人指示，讓画家作修正，如此一來便得到了劉氏的畫像。畫像完成後，以莊嚴的排場由正阳门迎入宮中。朱由檢跪迎于午门，並將畫像懸掛於宮內，請年老宮女觀看，有人說很像當年的劉氏，也有人說不像。朱由檢聽了之後淚如雨下，相當感動，後宮眾人亦隨之感動落淚。

## 延伸阅读
[在维基数据编辑]
 《明史卷一百一十四》，出自《明史》
 在维基共享资源阅览影像